# 南街 (曼哈顿)
南街（英語：South Street）是纽约市曼哈顿下城的一条街道，紧邻东河。它起于曼哈顿南端顶点附近的白厅街，止于威廉斯堡大桥附近的杰克逊街。沿着南街的全线，有一条高架路富兰克林·D·罗斯福东河快速路。
这条街以布鲁克林大桥以南的南街海港著称，富尔顿鱼市场的旧址，就位于海港北部。在布鲁克林大桥和曼哈顿大桥之间的“双桥”街区，有一市政市住房项目尼克博克村（Knickerbocker Village）。
在海港以南，南街拥有许多写字楼，包括水街55号，以及纽约市警察博物馆。
好莱坞电影经常在这条街拍摄。